# Good Time (film)
Good Time is een Amerikaanse misdaadthriller uit 2017 onder regie van de broers Benny en Josh Safdie. De hoofdrol wordt vertolkt door Robert Pattinson.

## Verhaal
Connie Nikas sleurt zijn verstandelijk gehandicapte broer Nick uit een therapiesessie. Nadien plegen de twee samen een bankoverval in New York. De overval loopt niet zoals gepland, waardoor Nick gearresteerd wordt.
Connie probeert met de buit van de overval om Nicks borgtocht te betalen, maar komt 10.000 dollar tekort. Hij overtuigt zijn vriendin Loren om de rest te betalen met de kredietkaart van haar moeder, maar de kaart blijkt te zijn geblokkeerd. Connie komt bovendien te weten dat zijn broer, door een handgemeen in de gevangenis, in het ziekenhuis is beland. 
Connie gaat in het ziekenhuis op zoek naar de kamer van zijn broer. Hij wacht tot de bewaker voor de deur even weg is en plaatst vervolgens zijn zwaar toegetakelde en verdoofde broer in een rolstoel. Eens buiten laat hij zich samen met zijn broer door een taxibusje voor rolstoelpatiënten naar huis brengen. Aan de chauffeur geeft hij een vals adres op.
Nadien vraagt Connie aan een vrouw die hij op de bus heeft leren kennen of hij haar telefoon mag gebruiken. Hij mag samen met zijn broer in het huis van de vrouw en haar zestienjarige kleindochter, Crystal, wachten op hulp. De voortvluchtige Connie maakt van de gelegenheid gebruik om zijn haar blond te verven, maar ontdekt dan dat de zwaar toegetakelde man die hij uit het ziekenhuis heeft helpen ontsnappen niet zijn broer is, maar een man die sinds kort voorwaardelijk vrij is en Ray heet.
Connie overtuigt Crystal om Ray met de auto van haar grootmoeder terug naar het ziekenhuis te brengen, maar door de vele politieagenten rond het ziekenhuis verandert Connie in extremis van plan. Terwijl Crystal iets gaat halen om te eten, vertelt Ray dat hij in ziekenhuis belandde door tijdens een LSD-trip uit een rijdende taxi te springen. Ray onthult ook dat hij een waardevol Sprite-flesje met een LSD-oplossing en rugzak met enkele duizenden dollars verstopt heeft in de attractie van een pretpark. De twee mannen laten het meisje in de auto achter en dringen het pretpark binnen, waar ze enkel de LSD terugvinden en uiteindelijk betrapt worden door Dash, de bewaker van het park. Connie overmeestert de man en steelt zijn uniform en sleutels, waarna hij de ordediensten afwimpelt die op het rumoer zijn afgekomen. In het tumult wordt Crystal door de politie meegenomen.
Connie en Ray besluiten te schuilen in het appartement van Dash. Daar stelt Connie voor om het Sprite-flesje met LSD zo snel mogelijk te verkopen. Ray regelt een afspraak met zijn misdaadvriend Caliph om het flesje over te kopen. Connie eist 15.000 dollar, een veelvoud van wat Caliph wil betalen. Vervolgens zet Connie het op een lopen. Ray kijkt op het balkon toe hoe Connie buiten door agenten overmeesterd wordt en het flesje Sprite laat vallen. Ray zelf probeert via het balkon te vluchten, maar valt naar zijn dood, terwijl Connie in een politieauto wordt afgevoerd.
Nadat Connie de verantwoordelijkheid van de overval op zich heeft genomen, neemt Nick tijdens een therapiesessie deel aan een groepsactiviteit.

## Rolverdeling
| Acteur                 | Personage                  |
| ---------------------- | -------------------------- |
| Robert Pattinson       | Constantine "Connie" Nikas |
| Benny Safdie           | Nickolas "Nick" Nikas      |
| Jennifer Jason Leigh   | Corey Ellman               |
| Rose Gregorio          | Loren Ellman               |
| Buddy Duress           | Ray                        |
| Taliah Lennice Webster | Crystal                    |
| Barkhad Abdi           | Dash                       |
| Necro                  | Caliph                     |
| Peter Verby            | De psychiater van Nick     |

## Productie
In juli 2015 raakte bekend dat de broers Benny en Josh Safdie de misdaadfilm Good Time zouden opnemen met Robert Pattinson als hoofdrolspeler. Een half jaar later, in januari 2016, gingen de opnames van het project van start in New York.
In oktober 2016 verwierf A24 de Amerikaanse distributierechten. Op 25 mei 2017 ging de film op het filmfestival van Cannes in première. De Amerikaanse bioscooprelease volgde in augustus 2017.